# El Cerro de Andévalo

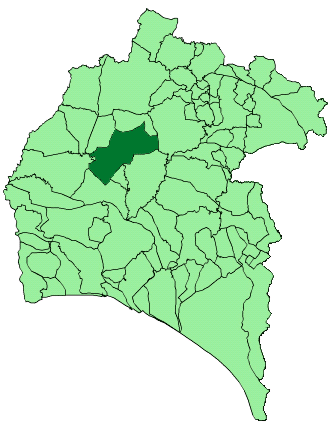
Localização de El Cerro de Andévalo

El Cerro de Andévalo é um município da Espanha na província de Huelva, comunidade autónoma da Andaluzia, de área 287 km² com população de 2522 habitantes (2007) e densidade populacional de 9,31 hab/km².

## Demografia
| Variação demográfica do município entre 1991 e 2004 | Variação demográfica do município entre 1991 e 2004 | Variação demográfica do município entre 1991 e 2004 | Variação demográfica do município entre 1991 e 2004 |
| --------------------------------------------------- | --------------------------------------------------- | --------------------------------------------------- | --------------------------------------------------- |
| 1991                                                | 1996                                                | 2001                                                | 2004                                                |
| 2864                                                | 2785                                                | 2726                                                | 2668                                                |